# Feinwertung
Eine Feinwertung ist eine differenzierende Wertung für Schach- und Bouleturniere. Feinwertungen werden angewandt, wenn mehrere Spieler oder Mannschaften punktgleich sind und die Rangliste trotzdem ihre Platzierungen differenzieren soll.

## Einzelwertungen

### Wertung nach Sonneborn-Berger
Die Sonneborn-Berger-Zahl bzw. SB-Zahl eines Spielers ist die Summe der vollen Punktzahl der Gegner, gegen die er gewonnen hat, und der halben Punktzahl der Gegner, gegen die er unentschieden gespielt hat. Bei punktgleichen Spielern erhält der mit der höheren SB-Zahl den besseren Tabellenplatz. Die Sonneborn-Berger-Wertung wurde für Rundenturniere (der Form „Jeder gegen jeden“) entwickelt, wenn am Ende mehrere Spieler punktgleich sind. Sie wird auch in Turnieren nach Schweizer System eingesetzt. Dieses Verfahren gewichtet einen Punktgewinn gegen einen Gegner, der hoch in der Tabelle steht, höher als gegen einen Gegner, der weiter unten steht, während es die Spielstärke der Gegner in Niederlagen unbeachtet lässt. Es wird derjenige Spieler höher bewertet, der öfter gegen starke Gegner gewonnen oder wenigstens Remis erzielt hat, dafür aber die Punkte bei den schwachen Gegnern hat liegen lassen, während der Spieler, der gegen die schwachen Gegner gewinnt und gegen die starken verliert, das Nachsehen hat.
Im August 1873 hat der österreichische Schachmeister Oscar Gelbfuhs dieses System entwickelt. 1882 haben William Sonneborn (* 1843, † 1906) und der österreichische Meister Johann Berger das System bei einem Turnier in Liverpool erstmals ausprobiert und 1886 in die Praxis eingeführt.
Beispiel: Am Ende eines Rundenturniers ergebe sich folgende Kreuztabelle (1 = Sieg, ½ = Remis, 0 = Verlust):
```
               A  B  C  D  E  F  G   Punkte
```

```
   Spieler A   -  ½  ½  1  1  1  1     5
           B   ½  -  ½  ½  1  1  1     4½
           C   ½  ½  -  ½  ½  1  1     4
           D   0  ½  ½  -  1  1  1     4
           E   0  0  ½  0  -  1  1     2½
           F   0  0  0  0  0  -  1     1
           G   0  0  0  0  0  0  -     0
```

Spieler C und D sind punktgleich.
Spieler C erhält folgende SB-Punkte:
```
   Remis   gegen A:   2½ Punkte  (Hälfte von 5 Punkten von A)
   Remis   gegen B:   2¼ Punkte
   Remis   gegen D:   2  Punkte
   Remis   gegen E:   1¼ Punkte
   Sieg    gegen F:   1  Punkt   (alle Punkte von F)
   Sieg    gegen G:   0  Punkte                           Summe = 9 = SB-Zahl(C)
```

Spieler D erhält folgende SB-Punkte:
```
   Verlust gegen A:   0  Punkte
   Remis   gegen B:   2¼ Punkte
   Remis   gegen C:   2  Punkte
   Sieg    gegen E:   2½ Punkte
   Sieg    gegen F:   1  Punkt
   Sieg    gegen G:   0  Punkte                           Summe = 7¾ = SB-Zahl(D)
```

Für den Unterschied der SB-Zahl zweier Spieler sind nur die Spiele relevant, bei denen sich die Ergebnisse der beiden Spieler gegen diesen unterscheiden. Im Beispiel sind nur die Spiele gegen A und E entscheidend.
```
             C    D   C - D   Punkte   Produkt
```

```
Spieler A:   ½    0     ½   *   5    =   2½
Spieler E:   ½    1    -½   *   2½   =  -1¼         SB-Zahl(C) - SB-Zahl(D) = SB-Zahl(C-D) = 1¼
```

Somit hat C die höhere SB-Zahl und steht daher in der Tabelle vor D.
Im Beispiel sind die Siege gegen G im SB-Sinne wertlos, weil G nur 0 Punkte hat. Dagegen bringt das Remis von C gegen den Tabellenersten A einen hohen SB-Zuwachs.
Der zuschauerfreundliche Vorzug dieser Wertung ist, dass die spektakulären Kämpfe zwischen den stärksten Spielern den Ausschlag geben und dafür Ausrutscher gegen schwächere Spieler in damit weniger attraktiven Auseinandersetzungen weniger ins Gewicht fallen. Der sportliche Nachteil allerdings besteht umgekehrt darin, dass konstant gutes Spiel auch gegen schwächere Gegner im gesamten Turnier weniger zählt als spektakuläre Einzelleistungen.

### Buchholz-Wertung
Die Buchholz-Zahl eines Spielers ist die Summe der Punkte seiner Gegner – unabhängig vom Ergebnis der Spiele. Dabei bleiben oftmals gewisse Gegner unbeachtet: der beste und der schlechteste (gemittelt) oder die (ein bis zwei) schlechtesten (Streich-Ergebnisse). Bei Punktgleichheit kann die Buchholz-Zahl zur Entscheidung über die Platzierung herangezogen werden. In Rundenturnieren, bei denen jeder gegen jeden spielt, hat die Buchholzzahl keine Aussagekraft: Sie unterscheidet sich nur durch die jeweils eigene Punktzahl (da niemand gegen sich selbst gespielt hat). Punktgleiche Teilnehmer haben daher auch stets dieselbe Buchholz-Zahl. Die Buchholz-Wertung wird bei Turnieren nach dem Schweizer System verwendet, sie wurde 1932 erfunden von dem Magdeburger Bruno Buchholz.
Der allgemein als gerecht empfundene Vorzug der Buchholz-Wertung ist, dass Spiele gegen im Turnier erfolgreichere Spieler Vorteile bringen und damit ein gewisser Ausgleich dafür geschaffen wird, dass ein Spieler das „Unglück“ hatte, im Laufe des Turniers gegen im Durchschnitt stärkere Spieler spielen zu müssen als ein anderer Teilnehmer mit gleicher Punktzahl. Außerdem wirkt die Buchholz-Wertung der „Schweizer Gambit“ genannten Taktik entgegen, im „Schweizer System“ erste Spiele freiwillig remis oder gar verloren zu geben, um das Feld von weiter hinten mit zunächst leichteren Gegnern aufzurollen. Diese Taktik bietet sich ohne Buchholz-Wertung vor allem bei Auseinandersetzungen mit hohem Erschöpfungswert an.
Zufälligkeiten haben großen Einfluss. Ein Turnier-Abbruch eines Spielers oder ein starker Leistungsabfall eines Spielers fügt seinen bis dahin gespielten Gegnern einen Nachteil bei der Buchholz-Zahl zu, der nicht sportlich begründet ist. Ebenso können in den ersten Runden zufällig erteilte besonders starke oder besonders schwache Gegner am Ende entscheidend sein, obwohl sich dieser Vor- oder Nachteil im „Schweizer System“ längst durch den weiteren Turnierverlauf ausgeglichen hatte. Bisweilen kommt es zu sportlich unerwünschten Fernduellen: Wenn zwei Spitzenspieler am Ende ihrer letzten Partien gleiche Punkt-Zahl und Buchholz-Zahl haben, kann der Sieg dadurch entschieden werden, wie eine letzte noch laufende Partie, im Extremfall jene der beiden schwächsten Spieler des Turniers untereinander ausgeht. Derjenige gewinnt das Turnier, der in der ersten Runde den Vorteil hatte, den besseren der beiden zugelost bekommen zu haben.
Ein regelmäßiger Nachteil besteht darin, dass extreme Unterschiede in der Buchholz-Zahl nur als Feinwertung und nicht zu einer punktemäßigen Verschiebung führen. Es erscheint als ungerecht, dass ein Spieler, der im gesamten Turnier einen Sieg weniger, dafür ein Unentschieden mehr gespielt hat, als ein anderer Spieler, dafür aber in allen Runden stärkere Gegner hatte, wie die Buchholz-Zahl ausweist, gleichwohl niedriger bewertet wird. Dieser Nachteil lässt sich durch eine größere Anzahl von zu spielenden Runden ausgleichen.

### Verfeinerte Buchholz-Wertung (Buchholz-Buchholz-Wertung)
Gerade bei größeren Turnieren kommt es regelmäßig vor, dass mehrere Spieler nicht nur punkt-, sondern auch buchholzgleich abschneiden. Dann wird eine Drittwertung benötigt. Die Verfeinerte Buchholz-Zahl eines Spielers ist die Summe der Buchholz-Zahlen seiner Gegner. Die Logik ist dieselbe wie bei der Buchholz-Zahl selbst: Musste man in einem Turnier zufällig gegen stärkere Gegner antreten, dann ist ein gleich gutes Endergebnis höher zu bewerten und rechtfertigt einen höheren Endplatz. Haben die Gegner zweier am Ende punktgleicher Spieler in Summe gleich viele Punkte erzielt, so ist die Buchholz-Zahl gleich groß. Hatten aber die Gegner des einen punkt- und buchholzgleichen Spielers „mehr Glück“, weil sie – gemessen an der Buchholz-Zahl – die leichteren Gegner hatten, dann hatte der Spieler, der gegen diese bevorzugte Gruppe gespielt hat, offenbar doch gegen die leichtern Gegner gespielt. Deshalb wird dann der andere Spieler trotz gleicher Punktzahl und gleicher Buchholz-Zahl vorgezogen.
Die Nachteile dieser Feinwertung sind ebenfalls dieselben wie bei der Buchholz-Wertung: Das Ergebnis hängt von Zufälligkeiten ab. Außerdem ist die Buchholz-Buchholz-Zahl sehr groß und unterliegt bis in die letzte Runde erheblichen Schwankungen. Für eine Reihenfolge im wenig aussagekräftigen aber auch regelmäßig für Qualifikationen irrelevanten Mittelfeld ist die Buchholz-Buchholz-Zahl eine Möglichkeit, das willkürliche Los zu umgehen. Für echte Qualifikationsplätze werden in aller Regel Stichkämpfe vorgezogen.
Da die verfeinerte Buchholz-Zahl auf dieselbe Datenbasis wie die Buchholz-Zahl rekurriert, gleichen sich die Ergebnisse beider Wertungen unbefriedigend stark, sodass zumeist als zweite Wertung die Sonneborn-Berger-Wertung herangezogen wird.
Die Buchholz-Buchholz-Zahl wird z. B. bei den Deutschen Jugend-Einzelmeisterschaften angewandt.

### Fortschrittswertung
Die Fortschrittswertung wird bei Turnieren nach dem Schweizer System angewandt, allerdings vornehmlich bei größeren Open-Turnieren. Für diese Wertung bekommt nach jeder Runde jeder seine bis dahin erzielten Punkte als Feinwertung gutgeschrieben. Siege oder Unentschieden in frühen Runden eines Turniers werden damit stärker gewertet als in den letzten Runden. Es soll damit erreicht werden, dass ein Spieler, der lange in der Spitzengruppe mitgespielt hat, also schon recht früh in einem Turnier Punkte geholt hat, in den letzten Runden nicht noch von jemandem überholt wird, der nur weiter hinten gegen vermutlich schwächere Gegner gespielt hat. Obendrein basiert das Ergebnis nur auf seinen eigenen Ergebnissen, die bei der Buchholz-Wertung öfter vorkommende Situation, dass der Ausgang einer Partie völlig unbeteiligter Spieler Auswirkungen auf die Buchholz-Wertungen und damit Rangfolge an der Spitze hat, wird vermieden.
Diese Wertung hat aber etliche Schwächen, da zum Beispiel kampflose Siege oder ein Freilos genauso hoch bewertet werden wie ein richtiger Sieg. Es ist nicht gesagt, dass Spieler, die am Ende eines Turniers die gleiche Punktzahl aufweisen, beispielsweise in der Eröffnungsrunde gleich starke Gegner gehabt haben. Deswegen wird die Fortschrittswertung bevorzugt bei Turnieren mit gesetzter Rangliste eingesetzt, bei denen weitgehende Vergleichbarkeit der nominellen Gegnerstärken herrscht.
Wenn allerdings von einer großen Zahl von Spielern ausgegangen wird, erfüllt diese Wertung durchaus ihren Sinn.
Spieler A und Spieler B haben beide in etwa eine gleiche Elo-Zahl, sie spielen beide in der ersten Runde gegen nominell stärkere Gegner, weil sie in der unteren Hälfte der Auslosung sind.
Spieler A spielt Remis und B verliert. In Runde 2 spielt Spieler A wieder gegen einen nominell stärkeren Gegner, B hingegen ist jetzt in der oberen Hälfte derer, die 0 Punkte haben, und bekommt demzufolge einen schwächeren Gegner. A spielt erneut Remis und B gewinnt. Beide haben jetzt 1 Punkt. A hat aber schon 1 ½ Fortschritt im Gegensatz zu B, der nur 1 Fortschrittspunkt hat. A wird dafür belohnt, dass er seine Punkte früher geholt hat.

### Koya-System
Das Koya-System wird bei Rundenturnieren angewandt. Als Feinwertung wird die Anzahl der Punkte herangezogen, die gegen Gegner erzielt wurden, welche im Turnier 50 Prozent oder mehr der erreichbaren Punkte erzielt haben. Es benachteiligt somit Spieler, die sich lediglich auf Siege gegen die schwächeren Teilnehmer beschränken.

### Wertung nach Performance
Eine Feinwertung nach Performance wird gelegentlich bei Turnieren nach dem Schweizer System angewandt, allerdings vornehmlich bei kleineren und hochklassigen Turnieren, auf denen alle Teilnehmer eine einheitliche und aussagekräftige Wertungszahl – etwa eine Elo-Zahl – besitzen. Bei dieser Wertung wird für jeden Spieler der Durchschnitt (oder gleichbedeutend die Summe) aller vor dem Turnier feststehenden und bekannten Wertungszahlen seiner Gegner herangezogen. Der Spieler, dessen Gegner eine höhere durchschnittliche Wertungszahl besitzen, hat eine höhere Performance und damit eine bessere Leistung im Turnier erzielt.
Diese Art der Feinwertung hat verschiedene Vorteile gegenüber Buchholz-System oder Fortschrittswertung. Zum einen ist sie unabhängig von der Reihenfolge, in der jeder auf die Gegner trifft. Zum anderen steht die Feinwertung bereits mit der Auslosung der Paarungen der Schlussrunde fest, so dass diese Feinwertung nicht von zufälligen oder manipulierbaren Resultaten der Schlussrunde abhängt und den Spielern bereits während der Schlussrunde bekannt ist.
Ein Nachteil ist, dass bei einem Spieler mit hoher Wertungszahl die eigene Wertungszahl beim direkten Vergleich ebenfalls einbezogen wird und somit hohe Wertungszahlen indirekt bestraft werden. Sind beispielsweise ein Großmeister mit 2600 Elo und ein Spieler mit 2400 Elo in der letzten Runde in allen Wertungen punktgleich und gegeneinander gelost, so landet der Spieler mit 2400 Elo bei einem Remis vor dem Großmeister, da er die 2600 Elo seines Gegners zugeschrieben bekommt.
Die Wertung nach Performance wird etwa seit einigen Jahren bei den deutschen Meisterschaften verwendet, wo praktisch stets alle qualifizierten Teilnehmer über eine aussagekräftige Elo-Zahl verfügen: „Bei Punktgleichheit entscheidet über die Platzierung die Summe der Elo-Zahlen der Gegner, ersatzweise deren DWZ, bei erneuter Gleichheit die FIDE-Buchholz-Wertung.“ (Ausschreibung zur deutschen Meisterschaft 2007)

### Sonstige Wertungen
Neben den mathematischen Feinwertungen wird oft auch auf andere sportliche Aspekte abgestellt, um eine Differenzierung zu ermöglichen. Oft wird z. B. auf den direkten Vergleich abgestellt. Haben zwei Spieler im Turnier gegeneinander gespielt und sind sie am Ende punktgleich, so wird derjenige höher gewertet, der die Partie gewonnen hat. Weniger verbreitet ist die Variante, dass bei einem Remis im direkten Vergleich dann derjenige höher gewertet wird, der Nachziehender war, also mit den leicht benachteiligten schwarzen Steinen spielen musste.
Eine andere Möglichkeit der Feinwertung besteht darin, die gespielten Partien zu werten. In einigen Turnieren führt das Aussetzen direkt zur Disqualifikation. Dort, wo das nicht der Fall ist und ein aussetzender Spieler nur kampflos eine Partie verliert, dann aber die nächste Partie wieder antreten kann, lässt sich dieses regelmäßig als unsportlich empfundene Verhalten, das dem gewinnenden Gegner z. B. die Möglichkeit nimmt, DWZ-, Elo- oder Buchholz-Punkte zu erlangen, dadurch "bestrafen", dass als Feinwertung zunächst die Anzahl der gespielten Partien herangezogen wird. Auf diese Weise ist eine verlorene Partie immer noch mehr wert als eine nicht gespielte.
Letztlich wird immer wieder auf Stichkämpfe statt auf die als wenig transparent oder gerecht empfundenen Feinwertungen gesetzt. Das Problem gerade beim Schach besteht darin, dass ein Stichkampf genau so lange dauert, wie eine reguläre Partie und das kann, je nach Turniermodus, bis zu zwei Tage in Anspruch nehmen. Das Ausweichen auf einen Stichkampf im Blitzmodus führt zu einer anderen Verzerrung. Es gewinnt dann in einem Turnier mit Langspielmodus ggf. ein Spieler deshalb, weil er der bessere oder glücklichere Blitzspieler ist. Dies erscheint dann auch nicht überzeugender als eine Feinwertung. Besonders problematisch ist das Ausspielen dann, wenn mehr als zwei Spieler vor dem Stichkampf gleich gewertet sind.

## Mannschaftswertungen

### Berliner Wertung
Die Berliner Wertung wird angewandt, wenn ein Mannschaftskampf unentschieden endet und doch eine Entscheidung herbeigeführt werden soll. Für einen Gewinn am letzten Brett erhält die Mannschaft einen Punkt, am vorletzten zwei Punkte usw. Am ersten Brett erhält der Sieger so viele Punkte wie es Bretter gibt. Bei remis bekommen beide Mannschaften jeweils die Hälfte der am Brett zu vergebenden Punkte. Im Falle eines Unentschiedens des Mannschaftskampfes gewinnt die Mannschaft die Begegnung, die mehr Punkte in der Berliner Wertung erreicht hat.
Die Farbverteilung an den Brettern wird teilweise so vorgenommen, dass die Berliner Wertung keine Entscheidung erbringen kann, wenn alle Weiß-Spieler (oder alle Schwarz-Spieler) ihre Partien gewinnen. Die Spieler einer Mannschaft haben dann an den Brettern 1 und 4 (und gegebenenfalls 5 und 8) gleiche Farbe.
Als Beispiel spiele Mannschaft M1 gegen Mannschaft M2. Die Einzelergebnisse sehen so aus:
```
                    BW
 Brett 1:  remis    2:2
 Brett 2:   1:0     3:0
 Brett 3:   0:1     0:2
 Brett 4:  remis  0,5:0,5
          ---------------
            2:2   5,5:4,5
```

Der Mannschaftskampf endet also 2:2. Nach der Berliner Wertung steht es 5,5:4,5 – also gewinnt die Mannschaft M1.

### Olympiade-Sonneborn-Berger-Wertung
Seit der Schacholympiade 2008 in Dresden entscheidet nicht mehr die Zahl der Brettpunkte über die bessere Platzierung, sondern zunächst die Zahl der Matchpunkte (Wertung 1). Dabei gibt es zwei Punkte für ein gegen eine gegnerische Mannschaft gewonnenes Match, einen für ein unentschiedenes und null für ein verlorenes. Bei Gleichstand der Matchpunkte entscheidet zunächst die sog. Olympiade-Sonneborn-Berger-Wertung (Olympiad Pairing Rules, Abschnitt G. Tie Breaking). Es werden die erzielten Brettpunkte jedes Matches mit der während des gesamten Turniers erzielten Matchpunktzahl des Gegners multipliziert und dann addiert. Die Matchpunkte des „Gegners mit den wenigsten Matchpunkten“ werden jedoch nicht mitgerechnet; die allerschwächsten Teilnehmer sollen keinen Einfluss mehr auf den Turnierausgang und die folgende Medaillen-Verteilung haben.
Interessanterweise wird die Olympiade-Sonneborn-Berger-Wertung als zweite Wertung vor der Wertung der insgesamt erzielten Brettpunkte (Wertung 3) angewandt. Das ist sinnvoll, denn die Spielstärke der über 100 Teams aus großen und kleinen Nationen ist extrem unterschiedlich, sodass beim bloßen Addieren der Brettpunkte diejenigen Teams im Vorteil wären, die schwache Gegner zugelost bekommen. Da die Schacholympiade im Schweizer System ausgetragen wird, könnten vor allem zu Beginn des Turnieres auch starke Teams, die um die Goldmedaille kämpfen, auf extrem schwache Gegner treffen.
Während die gewöhnliche, bei Nicht-Mannschaftsturnieren angewandte Sonneborn-Berger-Wertung erst bei Brettpunkt-Gleichstand angewandt wird und somit nur noch die Fähigkeit, unerwartete, überraschende Ergebnisse zu liefern, misst, bietet die vor der Brettpunkt-Wertung angewandte Olympiade-Sonneborn-Berger-Wertung eine geschickte Kombination aus zwei Kriterien. Zum einen entspricht sie in etwa der Tordifferenz im Fußball. Für die Matchpunkte ist nämlich nicht entscheidend, ob ein Team hoch, etwa mit 3,5:0,5, oder nur knapp mit 2,5:1,5 gewinnt; beides gibt zwei Matchpunkte. Die Höhe des Sieges geht aber in die Olympiade-Sonneborn-Berger-Wertung ein. Zum Zweiten anerkennt die Olympiade-Sonneborn-Berger-Wertung, dass es schwerer ist, gegen starke Gegner zu punkten als gegen schwache. Dabei misst sie die Stärke der Gegner mit den Matchpunkten, die diese während des gesamten Turniers bereits erzielt haben und noch erzielen werden. Die Kombination dieser beiden Kriterien besagt nun – um ein Beispiel zu nennen –, dass ein 2,5:1,5-Sieg gegen einen Gegner, der im gesamten Turnier 14 Matchpunkte erzielt, genauso viel wert ist wie ein 3,5:0,5-Sieg gegen einen Gegner, der insgesamt nur 10 Matchpunkte sammelt, denn 2,5 mal 14 ergibt 35; dasselbe Ergebnis liefert 3,5 mal 10.

### Olympiade-Buchholz-Wertung
Bei der Schacholympiade 2008 galt weiter: Sollte nach der Olympiade-Sonneborn-Berger-Wertung (Wertung 2) noch Gleichstand vorliegen, entscheidet die Summe der Matchpunkte aller Gegner bis auf den mit den wenigsten Punkten (Olympiad Pairing Rules, Abschnitt G. Tie Breaking). Diese Wertung entspricht dadurch einer Olympiade-Buchholz-Wertung. Die Zahl der in allen Runden erzielten Brettpunkte (Wertung 4) würde nur dann herangezogen werden, wenn die Olympiade-Buchholz-Wertung keine Entscheidung bringen sollte. Seit der Schacholympiade 2010 wurden die Wertungen 3 und 4 getauscht, jetzt also wird die gesamte Brettpunktzahl vor der Olympiade-Buchholz-Wertung ermittelt.
Beispiel: Einen 2,5:1,5-Sieg gegen einen Gegner mit insgesamt 14 Matchpunkten bewertet die Olympiade-Sonneborn-Berger-Wertung genauso hoch wie einen 3,5:0,5-Sieg gegen einen Gegner mit insgesamt nur 10 Matchpunkten. Die Olympiade-Buchholz-Wertung gibt den Ausschlag zugunsten des Teams, das den stärkeren Gegner hatte: 14 gegnerische Matchpunkte statt nur 10 werden höher bewertet als die geringere Höhe des Sieges (nur 2,5 statt 3,5 Brettpunkte). Natürlich wird diese Wertung erst auf das Gesamtergebnis nach allen Runden angewandt.